# Andrea de Adamich
Andrea Lodovico de Adamich (Triëst, 3 oktober 1941) is een voormalige Italiaanse Formule 1-coureur.

## Loopbaan
De Adamich reed in 1968 en tussen 1970 en 1973 36 keer een Grand Prix voor de teams van Ferrari, McLaren, March Engineering, Surtees en Brabham.
De Adamich debuteerde op 1 januari 1968 in Zuid-Afrika, maar viel uit in deze race met een olielekkage.
In 1972 kreeg hij de kans om te racen voor het raceteam van Surtees, waarvoor hij bij de GP van Spanje net naast het podium viel; hij werd vierde. Het jaar hierop werd hij opnieuw vierde, ditmaal bij de GP van België in een Brabham.
Andrea de Adamich is tegenwoordig vicepresident van "N. Technology", dat racewagens prepareert voor Alfa Romeo.